# راندي هولواي
راندي هولواي (بالإنجليزية: Randy Holloway)‏ هو لاعب كرة قدم أمريكية أمريكي، ولد في 26 أغسطس 1955 في شارون في الولايات المتحدة.

## وصلات خارجية
- راندي هولواي على موقع مرجع كرة القدم المحترفة.كوم (الإنجليزية)